# Berni Huber
Bernhard Huber, detto Berni (Obermaiselstein, 11 luglio 1967), è un allenatore di sci alpino ed ex sciatore alpino tedesco.
Prima della riunificazione tedesca (1990) gareggiò per la nazionale tedesca occidentale.

## Biografia

### Carriera sciistica
Specialista delle prove veloci, Huber debuttò in campo internazionale in occasione dei Mondiali juniores di Sugarloaf 1984; l'anno dopo, nella rassegna iridata giovanile di Jasná 1985, vinse la medaglia di bronzo nella combinata. Nella medesima specialità ottenne il primo piazzamento in Coppa del Mondo, il 17 gennaio 1988 a Bad Kleinkirchheim (11º), ed esordì ai Campionati mondiali a Vail 1989, dove si classificò 10º.
Il 14 dicembre 1990 conquistò in Val Gardena in discesa libera l'unico podio in Coppa del Mondo (2º) e ai successivi Mondiali di Saalbach-Hinterglemm 1991 si piazzò 12º nella medesima specialità; l'anno dopo ai XVI Giochi olimpici invernali di Albertville 1992, sua unica presenza olimpica, fu 19º nella discesa libera e 31º nel supergigante. Ai Mondiali di Sierra Nevada 1996, sua ultima presenza iridata, si classificò 31º nella discesa libera e 34º nel supergigante; si ritirò durante la stagione 1996-1997 e la sua ultima gara fu la discesa libera di Coppa del Mondo disputata l'11 gennaio a Chamonix, non completata da Huber.

### Carriera da allenatore
Dopo il ritiro è diventato allenatore di sci alpino nei quadri della Federazione sciistica della Germania, ricoprendo anche l'incarico di responsabile del settore maschile di Coppa Europa della nazionale tedesca.

## Palmarès

### Mondiali juniores
- 1 medaglia:
  - 1 bronzo (combinata[1] a Jasná 1985)

### Coppa del Mondo
- Miglior piazzamento in classifica generale: 40º nel 1991
- 1 podio:
  - 1 secondo posto

### Campionati tedeschi
- 6 medaglie (dati parziali fino alla stagione 1985-1986)[2]:
  - 2 ori (discesa libera nel 1995; supergigante nel 1996)
  - 3 argenti (discesa libera, slalom gigante nel 1991; supergigante nel 1995)
  - 1 bronzo (discesa libera nel 1996)